# 五股交流道
五股交流道為臺灣國道一號的交流道，位於新北市五股區，指標為33.1k。為臺灣最複雜之交流道。
五股交流道最初於1986年2月1日完工，與第二省道新莊段、新莊思源路拓寬同時通車。
汐五高架通車後，北上高架道起點於原出口之後匯出主線，並於五股轉接道新設北上直通高架道路之入口；南下則自五股轉接道提前設置出口，在本出口後轉接道匯入本線。
此交流道雖然僅直接連結市道107甲線（新五路），但可透過107甲線間接聯絡台65線五股端（南下入口）或泰山交流道（北上出口），也可透過市道108號或五股交流道聯絡道高架道路連結台64線五股二交流道。此交流道與國1之泰山轉接道、五股轉接道、台64、台65共同構成複雜的立體交叉系統，為臺灣車流量最多的交流道。

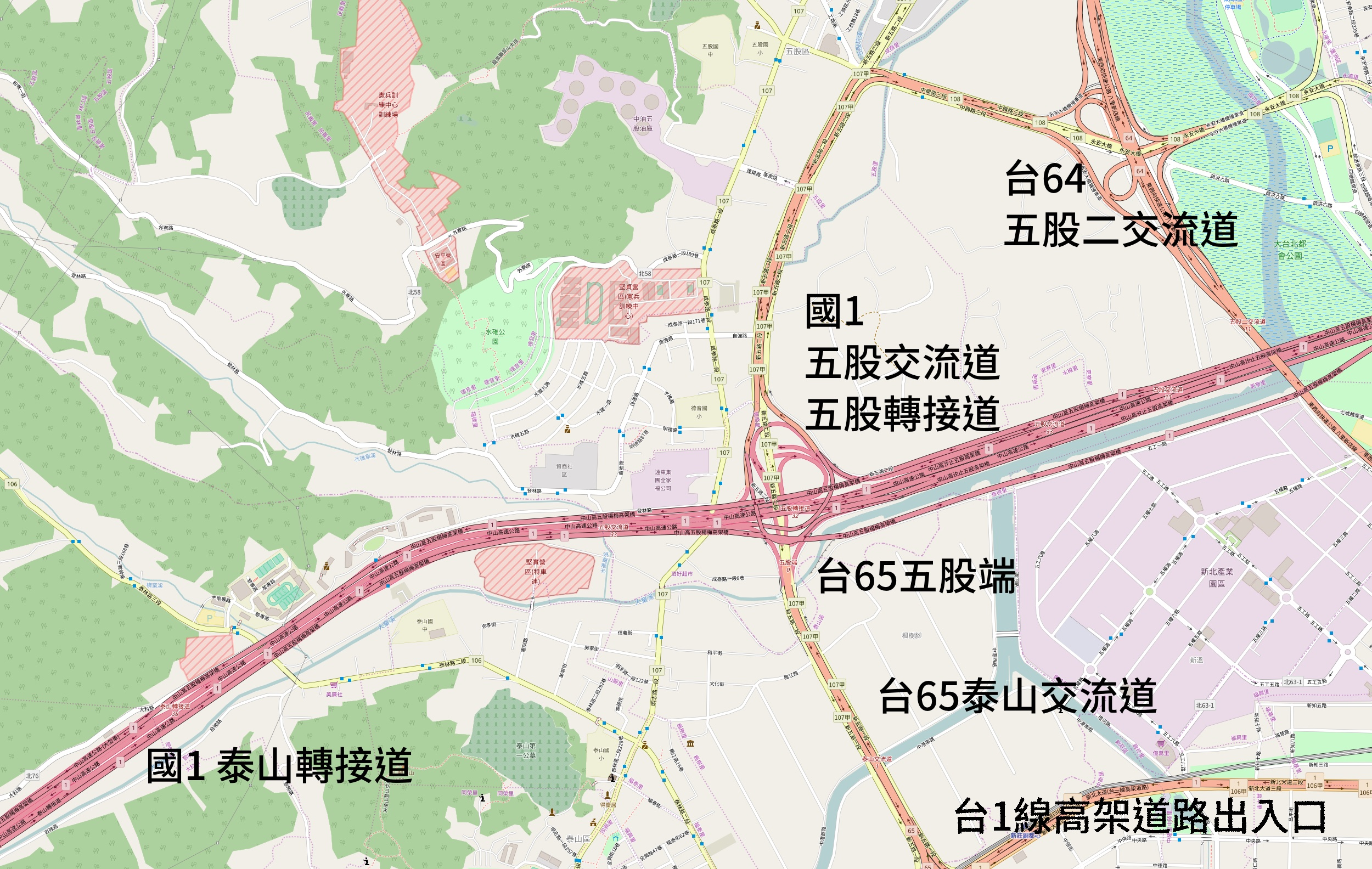
五股交流道與其相關交流道示意圖

|  | 33 五股 | 33 五股 |      | 五股 |
|  | 33 五股 | 33 五股 | 新莊 |      |

## 鄰近公路
- 台64線（透過高架聯絡道或平面道路至五股二交流道）
- 台65線（透過市道107甲線至五股端或泰山交流道）
- 台1線（含中山高架道路，需透過市道107甲線轉接）
- 市道107號
- 市道107甲線
- 市道108號（需透過市道107甲線轉接）

## 圖片集

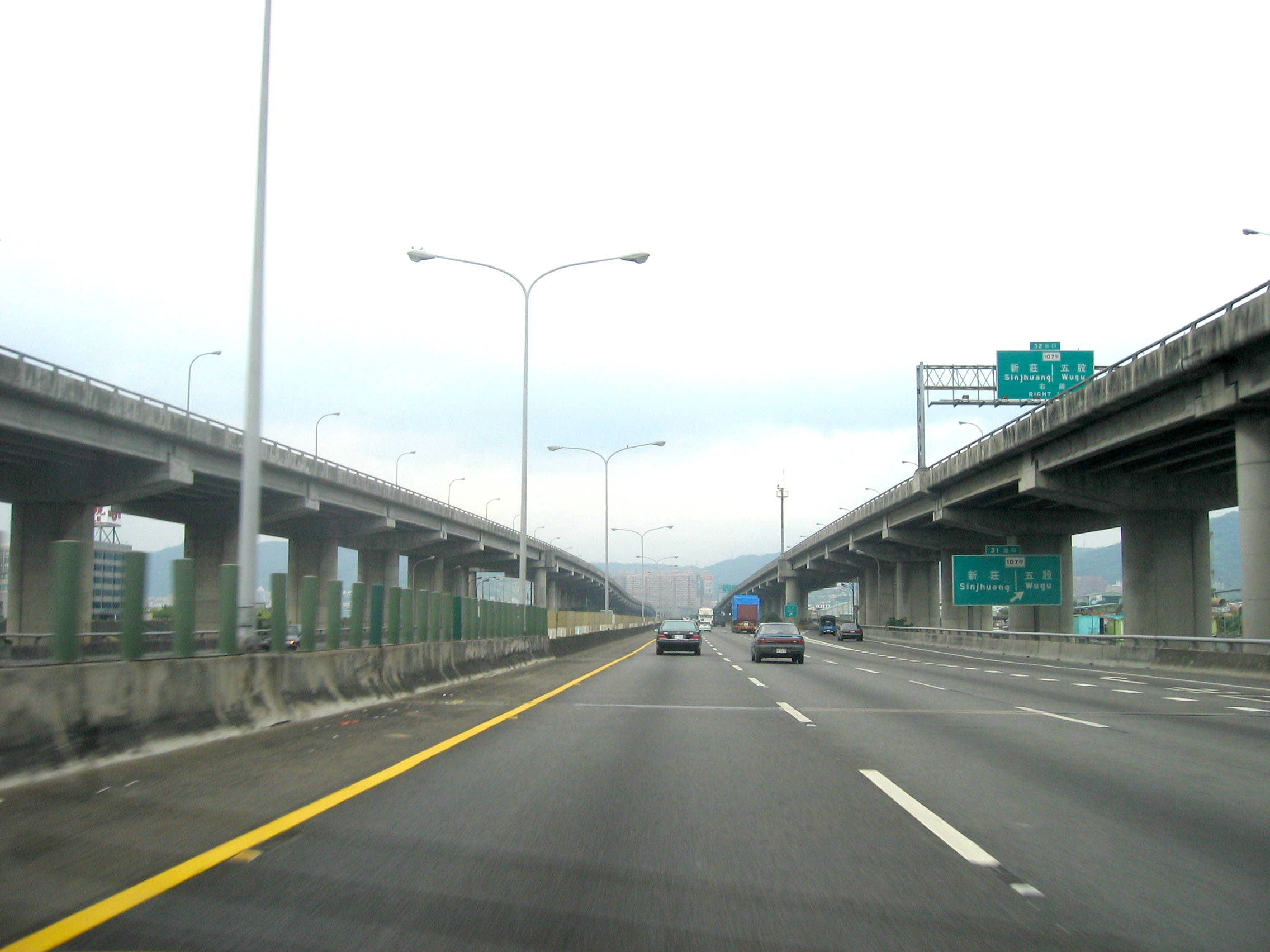
五股交流道舊式出口預告牌，攝於2005年。兩旁高架橋為汐止五股高架橋
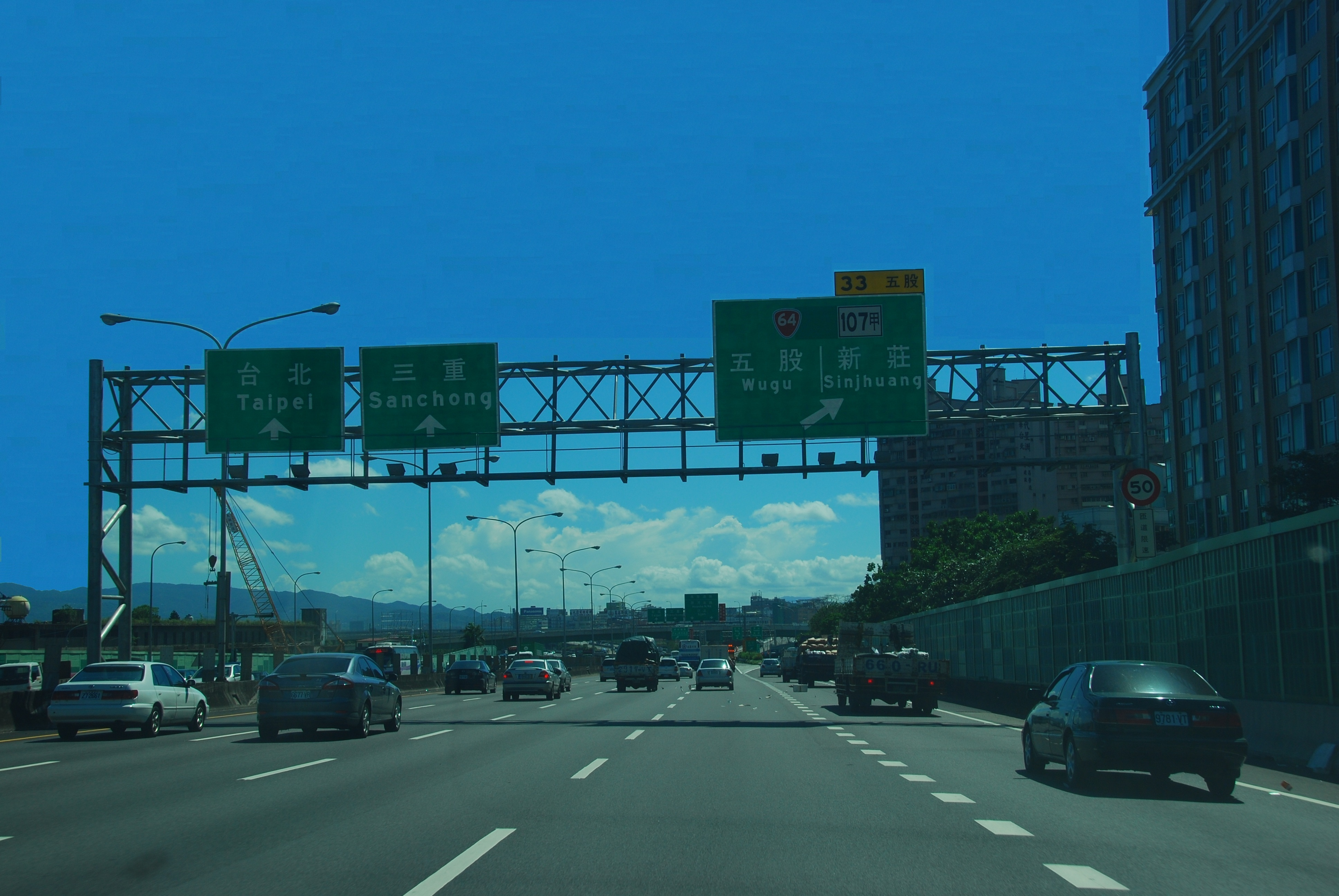
五股楊梅高架橋及台65線尚未興建完成時之出口預告牌，攝於2010年
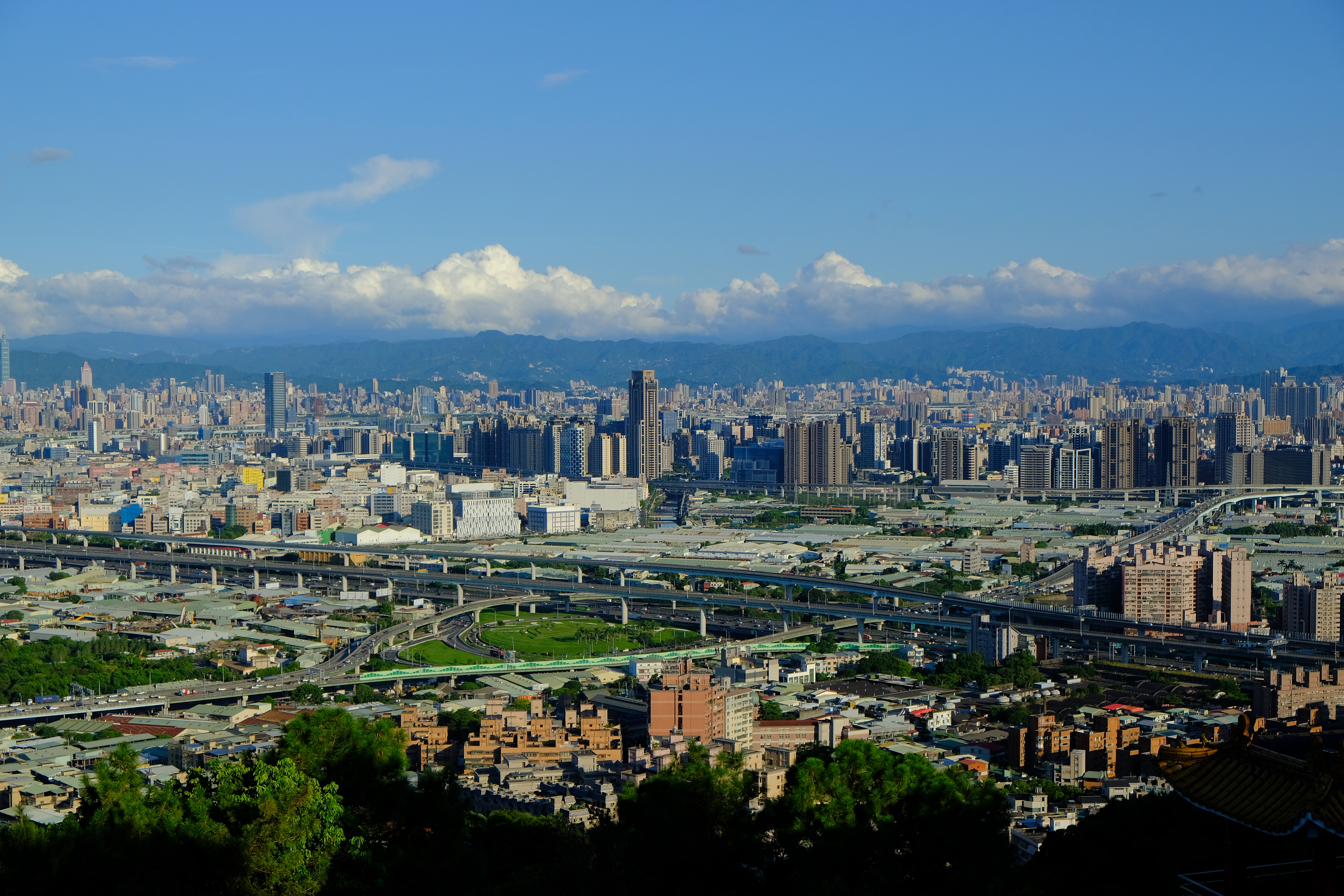
從遠處至高點俯瞰五股交流道及新北、台北市區

## 後續計畫
因台65線五股端下橋處無法直接銜接中山高，所有車輛需先下平面車道才能從五股交流道上中山高，形成交通壅塞，新北市政府工務局新建工程處計劃增設跨越新五路雙向匝道銜接中山高。台65線往中山高方向，擬在65線外側車道設置高架匝道銜接中山高北上，中山高北上往台65線方向，另外再興建橫跨新五路、楓江路口高架匝道，匝道於中港西路、中港南路前逐漸降坡與新五路銜接。規劃設計報告已於日前完成，將送交通部公路總局和交通部高速公路局審查。

## 工程現況
- 行政院公共工程委員會更新至2025年2月底

| 標案名稱                                               | 開工日期   | 預計完工日期 | 最新進度 |
| ------------------------------------------------------ | ---------- | ------------ | -------- |
| 國道1號五股交流道增設北入及北出匝道改善工程(第I103S標) | 2023/04/20 | 2027/10/22   | 53.43%   |

## 外部連結
- 國道一號五股交流道示意圖 （页面存档备份，存于）（交通部高速公路局）